# Teleskopi Keck
| Teleskopi Keck I i Keck II  |                                                  |
| Organizacija:               | California Association for Research in Astronomy |
| Lokacija                    | Zvjezdarnica Mauna Kea, Havaji, SAD              |
| Radni dio spektra           | optički, infracrveni                             |
| Datum dovršenja             | Keck I 1993., Keck II 1996.                      |
| Internet adresa             | www.keckobservatory.org                          |
| Fizikalne osobine teleskopa |                                                  |
| Stil teleskopa              | reflektor                                        |
| Promjer                     | 10m, svaki                                       |
| Površina                    | <Površina>                                       |
| Žarišna duljina             | 17.5 m (f/1.75)                                  |
| Efektivna razlučivost       | kao zrcalo promjera 85m                          |
| Postolje                    | alt-azimutalna montaža                           |
| Kupola                      | sferna                                           |

Teleskopi Keck jesu dva najveća teleskopa u svijetu. Srce tih 10-metarskih teleskopa je primarno zrcalo načinjeno od 35 šesterokutnih segmenata koji se zajedno ponašaju kao jedno zrcalo.
Tijekom promatranja računalo dva puta u sekundi podešava svaki segment zrcala točnošću od 4 nanometra. Oba teleskopa su opremljena adaptivnom optikom, tj. mogu otkloniti dio atmosferskih smetnji. Također, dva teleskopa djeluju i kao interferometar. 85 metara razmaka omogućuje veću razlučivost.
Teleskopi su smješteni na Havajima na brdu Mauna Kea na visini većoj od 4000 metara. Tako tijekom cijele godine imaju čist pogled na nebo. Dio su Mauna kea observatorija koji uključuje još nekoliko teleskopa smještenih na Havajima.

## Vanjske poveznice
- W.M. Keck Observatory (službene stranice)
- The Mauna Kea Observatory (službene stranice)
- W.M. Keck Telescope - podaci o teleskopima